# Heliactis minor
Heliactis minor is een zeeanemonensoort uit de familie Hormathiidae. De anemoon komt uit het geslacht Heliactis. Heliactis minor werd in 1883 voor het eerst wetenschappelijk beschreven door Andres. 